# Harriet Sutherland-Leveson-Gower, hertiginna av Sutherland
Lady Harriet Elizabeth Georgiana Sutherland-Leveson-Gower, Duchess of Sutherland, född 21 maj 1806, död 27 oktober 1868, var en brittisk hertiginna, hovfunktionär, filantrop och politisk salongsvärdinna. Hon var vän till drottning Viktoria av Storbritannien och dennas Mistress of the Robes, fyra gånger under olika Whigregeringar: 1837–1841, 1846–1852, 1853–1858 och 1859–1861.

## Biografi
Harriet Sutherland-Leveson-Gower var dotter till George Howard, 6:e earl av Carlisle. Hon gifte sig 1823 med George Sutherland-Leveson-Gower, 2:e hertig av Sutherland. Hon var en centralfigur i den dåvarande brittiska societeten och använde sin position för olika filantropiska och politiska syften. Hennes mest kända engagemang var hennes initiativ mot slaveriet i USA.